# 新湊警察署
新湊警察署（しんみなとけいさつしょ）は、かつて富山県警察が管轄していた警察署である。

## 概要
2006年（平成18年）4月1日、富山県警察の警察署再編計画に伴い小杉警察署と統合し、射水警察署となり廃止。統合後に射水警察署新湊幹部交番へ名称を変更した。また、富山県警察本部生活安全部に発足された港湾地区特別捜査隊（PASIT）は射水警察署新湊幹部交番（当初）を拠点に、不法残留者や盗難車不正輸出などの摘発や周辺のパトロール、交通検問などの活動を行っていた。なお、PASITは射水警察署の新庁舎が2013年（平成25年）に竣工した際に移転し、2019年（平成31年）に組織改正で「国際捜査課」に名称を変更している。

## 沿革
- 1893年（明治26年）11月 - 高岡警察署新湊分署が新湊警察署に昇格[5]。
- 1915年（大正4年）6月 - 新湊警察署庁舎が江柱に新築移転[6]。
- 1948年（昭和23年）2月 - 自治体警察が発足し、新湊市警察署となる[7]。
- 2005年（平成17年）11月1日 - 新湊市、射水郡小杉町、大門町、下村、大島町が合併し射水市となったが、管轄区域は変更されていない。
- 2006年（平成18年）4月1日 - 統廃合により廃止。旧新湊警察署庁舎に新湊幹部交番（警部交番）を開設[2]。

## 所在地
- 富山県射水市緑町13番13号

## 管轄区域
- 射水市の一部（桜町、中新湊、二の丸町、緑町）
- 高岡市の一部（石丸、金屋、上牧野、下牧野、中曾根、姫野、放生津、堀岡又新） - 前述の区域以外の高岡市は高岡警察署の管轄となっている。

## 交番
以下は旧新湊警察署管轄の交番。警察署統合後に射水警察署管轄となり、交番名が変更されている。
- 中央交番（射水市中央町、統合後に奈呉の浦交番に名称変更）
- 南交番（射水市鏡宮、統合後に新南交番に名称変更）
- 東交番（射水市七美中野、統合後に射北交番に名称変更）